# Fernand Labori
Fernand Labori (Reims, 18 aprile 1860 – Parigi, 14 marzo 1917) è stato un giurista francese.

## Biografia
Divenne notissimo poiché fu avvocato difensore di Alfred Dreyfus ed Henriette Caillaux, moglie del primo ministro Joseph Caillaux e assassina del giornalista Gaston Calmette. Fu inoltre fondatore del periodico Revue du Palais e autore di vari lavori storiografici sul diritto. Nel 1899, durante l'ultimo processo a Dreyfus che si svolse a Rennes, un ignoto aggressore tentò di assassinarlo ma, benché gravemente ferito, sopravvisse e continuò la sua attività.